# Аурел Гюрумя
Аурел Гюрумя (рум. Aurel Giurumia, нар. 14 березня 1931, Чернівці — † 30 березня 2004, Бухарест) — румунський актор театру і кіно українського походження.

## Біографія
Актор народився у місті Чернівці (нині адміністративний центр однойменної області України), що у 1918—1940 роках належало королівству Румунія. Про походження та родину актора вірогідно нічого не відомо.
У молодості проживав та вчився в місті Клуж-Напока. Після 1968 переїхав у столицю Соціалістичної Республіки Румунія — місто Бухарест.
Помер у вівторок, 30 березня 2004 року, о 21:00. Тіло актора було кремовано 2 квітня 2004 о 12:00 у крематорії «Vitan-Bârzești».

## Театральна кар'єра[3]
У 1954 році закінчив акторський факультет Університету театрального мистецтва в Клуж-Напоці, з колегами-акторами, такими як Теофіл Валку, Костянтин Станеску та Еміль Барладяну.
У цьому ж місті, в Національному театрі імені Лучіана Благи, він до 1968 року зіграв ролі в понад 50 виставах, більшість з яких були поставлені Віктором Іоном Попою та Костянтином Анатолем. У 1969 році, він став актором бухарестської трупи і актором Театру комедії, де протягом більш ніж двадцяти років Аурел Гюрумя виконав незабутні ролі під керівництвом режисерів Лучіана Джурческу, Каталіни Бузояну, Санди Ману, Александру Точілеску, особливо в постановках творів «Мій любий Антуан» Жана Ануя, «Матінка Кураж» Бертольта Брехта, та «Вишневий сад» Антона Чехова.

## Фільмографія[5]
| Назва фільму/серіалу                          | Роль                         | Рік  |
| --------------------------------------------- | ---------------------------- | ---- |
| Ало? Ви помилились номером                    |                              | 1958 |
| Пригоди екіпажу «Хвиля-Вир» (рум. Val-Vîrtej) | Барон Мюнхгаузен             | 1960 |
| Два хлопця із золотим серцем                  | Алек                         | 1962 |
| Відпустка біля моря                           |                              | 1962 |
| Очікування                                    | Бона                         | 1970 |
| Тому що вони закохані                         |                              | 1971 |
| Крізь темні шляхи                             | Перо                         | 1972 |
| Два роки канікул                              | кох                          | 1973 |
| Веснянкуватий                                 | Груя                         | 1973 |
| Пастка                                        | корчмар                      | 1974 |
| Пірати Тихого океану                          | кок (кухар)                  | 1975 |
| Вид на місто згори                            | секретар ратуші              | 1975 |
| Спекотні дні                                  | доктор Мірча                 | 1975 |
| Глорія не заспіває                            |                              | 1976 |
| Прем'єра                                      | Бонгай                       | 1976 |
| Рудоволосий                                   | Помпілій Спиридон            | 1976 |
| Усі вітрила вгору!                            | Агоп                         | 1976 |
| Я, ти і Овід                                  | Грасул                       | 1977 |
| Автобус смерті                                | бандит Назалій               | 1978 |
| Ціанід і дощова крапля                        | Георгій                      | 1978 |
| Знову разом                                   | Смарандаче                   | 1978 |
| Експрес «Буфтеа»                              | механік паровоза             | 1978 |
| Мелодії, мелодії                              | секретар АРІА                | 1978 |
| Все для футболу                               | тренер команди «Глорія»      | 1978 |
| Шоколад з арахісом                            | Віка, «Форд» або «Імператор» | 1979 |
| Аудиторія                                     |                              | 1979 |
| Син гір                                       | Ерік                         | 1980 |
| Сумка метелика                                |                              | 1980 |
| Ана і злодій                                  | Карагея                      | 1981 |
| Поспішайте повільно                           | Попович                      | 1981 |
| Артисти цирку                                 |                              | 1981 |
| Чому б'ють дзвони, Мітіса?                    | чоловік акушерки             | 1981 |
| Артисти цирку на Північному полюсі            | Пінку Лейб                   | 1982 |
| Обіцянки                                      | Неа Санду                    | 1985 |
| Сентиментальне літо                           | Іон Горун, охоронець         | 1985 |
| Шлюб з репетицією                             | Неа Ганеа, батько Гетути     | 1985 |
| Неділя в родині                               | пенсіонер                    | 1987 |
| Чемпіон                                       | воротар                      | 1989 |

Усього фільмографія Аурела Гурумя налічує 38 робіт у різнопланових фільмах та серіалах.